# Sore wa totsuzen yatte kuru
Sore wa totsuzen yatte kuru (それは突然やってくる?) è un brano musicale di Masami Okui scritto da Yabuki Toshiro e dalla stessa Okui, e pubblicato come singolo il 26 novembre 1999 dalla Starchild. Il singolo è arrivato alla quarantaquattresima posizione nella classifica settimanale Oricon dei singoli più venduti, rimanendo in classifica per quattro settimane e vendendo 10 000 copie. Il lato B del singolo eternal promise è stato utilizzato come image song della serie televisiva anime Soreyuke! Uchū senkan Yamamoto Yōko.

## Tracce
CD singolo KICS-762
1. Sore wa totsuzen yatte kuru (それは突然やってくる)
2. eternal promise [DECK version]
3. Sore wa totsuzen yatte kuru (instrumental)
4. eternal promise [DECK version] (instrumental)
5. labyrinth (Live)
6. Toki ni ai wa [ITARU version] (Live) (時に愛は [ITARU version] (Live))

## Classifiche
| Classifica (1999)                        | Posizione più alta |
| ---------------------------------------- | ------------------ |
| Giappone (Classifica settimanale Oricon) | 44                 |